# Onthophagus quezonensis
Onthophagus quezonensis é uma espécie de inseto do género Onthophagus, família Scarabaeidae, ordem Coleoptera.
Foi descrita cientificamente por Ochi & Araya em 1992.